# Chasmina malagasy
Chasmina malagasy là một loài bướm đêm trong họ Noctuidae.